# Julius Yego
Pour les articles homonymes, voir Yego.
Julius Kiplagat Yego, né le 4 janvier 1989 dans le district sud de Nandi, est un athlète kényan, spécialiste du lancer du javelot. En 2015, il devient champion du monde du lancer du javelot avec un jet à 92,72 m, devenant alors le 3e meilleur performeur de l'histoire et améliorant son record d'Afrique. Il devient aussi à cette occasion le premier athlète kényan à remporter un titre international dans une discipline autre que la course à pied.

## Biographie
Julius Yego commence le javelot en 2003 après s'être essayé aux 100 mètres et au cross. Il bat le record junior kényan de javelot en 2006 avec un jet à 71 mètres soit 4 mètres de mieux que le précédent record. En 2008 il remporte son premier titre national aux championnats du Kenya avec un lancer à 72,18 m. Sur la scène internationale, Yego remporte le bronze aux Championnats d'Afrique 2010. En 2011 il remporte l'or aux Jeux africains en battant le record national avec 78,34 m. Étant donné le manque d'infrastructure pour sa discipline au Kenya, il prend exemple sur Jan Železný ou Andreas Thorkildsen en regardant leur lancers en vidéo sur Internet.  
En avril 2012, il remporte son quatrième titre national aux championnats du Kenya en réalisant 79,95 m. Ce résultat lui permet de réaliser les minima B pour 45 cm et se qualifie pour les Jeux olympiques de Londres 2012. Il devient le premier lanceur de javelot kényan à participer aux Jeux olympiques et le seul athlète kényan de la délégation 2012 à ne pas faire une épreuve de course à pied. Ses bons résultats lui donnent droit à faire un stage de deux mois à Kuortane en Finlande pour progresser. Le 22 juillet 2012, il bat à nouveau le record du Kenya avec 81,32 m à Kuortane. Lors des Jeux de Londres, le 8 août 2012, il se qualifie pour la finale en battant son record national avec 81,81 m. Il finit 12e et dernier de cette finale avec 77,15 m.

### 4eaux mondiaux de Moscou (2013)
Julius Yego réussit 81,79 m le 16 juin 2013 à Turku aux Paavo Nurmi Games. Puis le 13 juillet 2013, il attire à nouveau l'attention en réalisant 82,09 m lors des sélections kényanes pour les championnats du monde qui se déroulent à Moscou, volant la vedette médiatique aux coureurs de fond. Aux mondiaux 2013 il est, comme à Londres 2012, le seul athlète kényan à ne pas faire de course à pied. Aux qualifications du javelot, il termine 8e avec 80,88 m et est repêché pour accéder à la finale. Après 3 essais, Yego est 5e ce qui lui permet d'avoir 3 essais supplémentaires. À son cinquième essai, il bat largement son propre record du Kenya avec un jet à 85,40 m. Il crée la sensation en ravissant la troisième place au Russe Dmitriy Tarabin mais ce dernier réagit à son sixième essai avec un jet à 86,23 m, laissant Yego au pied du podium.

### Champion du monde (2015) et vice-champion olympique (2016)
Le 26 mai 2015, lors du meeting Golden Spike à Ostrava, il bat son record national en 86,88 m, malgré des conditions atmosphériques difficiles. Le 4 juin 2015, lors du Golden Gala de Rome, il le porte à 87,71 m, terminant deuxième du concours. Le 7 juin 2015, lors du Birmingham Grand Prix, il envoie au dernier essai son javelot au-delà de 90 m. Le lancer est d'abord invalidé, le javelot ayant atterri légèrement hors-zone, mais est dans un second temps accepté et mesuré à 91,39 m, ce qui constitue un nouveau record d'Afrique ainsi que celui de la Ligue de diamant.
Le 26 août 2015, il devient champion du monde du lancer du javelot avec un lancer à 92,72 m. Il améliore ainsi le record d'Afrique de la spécialité et devient le 3e meilleur performeur de tous les temps, derrière Jan Železný et Aki Parviainen. Il faut remonter au 12 août 2001 avec les 92,80 m de Jan Železný, pour retrouver une performance équivalente.
Moins en forme lors de la saison 2016, Julius Yego parvient tout de même à réaliser sa meilleure performance de la saison en finale des Jeux olympiques de Rio où avec un jet à 88,24 m, il remporte la médaille d'argent derrière l'Allemand Thomas Röhler (90,30 m).
Le 24 octobre 2016, il est victime d'un accident de la route à Eldoret mais s'en sort indemne.
Après une année blanche en 2020 lié au covid, il se qualifie pour les Jeux olympiques de Tokyo grâce à ses jets de 2019, ne lançant jamais au-delà des minimas fixé à 85 mètres en 2021. Lors de la compétition, il rate ses deux premiers jets, et ne lance que 77,34 mètres à son dernier lancé, loin de Kim Amb, le dernier qualifié à la marque. 
En 2022 il remporte son quatrième titre de champion d'Afrique à Saint-Pierre, puis son cinquième titre à Douala à la compétition suivante en 2024.
Aux Jeux olympiques de Paris, il se qualifie pour la finale grâce à son troisième et dernier essai avec 85,97 m, soit la cinquième marque des qualifiés. En finale il sort son meilleur jet à son deuxième essai en 87,72 m, et termine cinquième de la compétition.

## Hors athlétisme
Julius Yego a fondé une association au Kenya pour permettre aux enfants d'apprendre à utiliser internet.

## Palmarès
| Date | Compétition            | Lieu           | Résultat | Marque  |
| ---- | ---------------------- | -------------- | -------- | ------- |
| 2010 | Championnats d'Afrique | Nairobi        | 3e       | 74,51 m |
| 2010 | Jeux du Commonwealth   | New Delhi      | 7e       | 69,60 m |
| 2011 | Jeux africains         | Maputo         | 1er      | 78,34 m |
| 2012 | Championnats d'Afrique | Porto-Novo     | 1er      | 76,68 m |
| 2012 | Jeux olympiques        | Londres        | 11e      | 77,15 m |
| 2013 | Championnats du monde  | Moscou         | 4e       | 85,40 m |
| 2014 | Jeux du Commonwealth   | Glasgow        | 1er      | 83,87 m |
| 2014 | Championnats d'Afrique | Marrakech      | 1er      | 84,72 m |
| 2015 | Championnats du monde  | Pékin          | 1er      | 92,72 m |
| 2016 | Jeux olympiques        | Rio de Janeiro | 2e       | 88,24 m |
| 2017 | Championnats du monde  | Londres        | 13e      | 76,29 m |
| 2018 | Championnats d'Afrique | Asaba          | 1er      | 77,34 m |
| 2018 | Coupe continentale     | Ostrava        | 6e       | 78,41 m |
| 2019 | Jeux africains         | Rabat          | 1er      | 87,73 m |
| 2019 | Championnats du monde  | Doha           | finale   | NM      |
| 2022 | Championnats d'Afrique | Saint-Pierre   | 1er      | 79,62 m |
| 2022 | Jeux du Commonwealth   | Birmingham     | 3e       | 85,70 m |
| 2024 | Jeux africains         | Accra          | 2e       | 81,74 m |
| 2024 | Championnats d'Afrique | Douala         | 1er      | 80,24 m |
| 2024 | Jeux olympiques        | Paris          | 5e       | 87,72 m |

## Records

### Record personnel
Julius Yego détient le record du Kenya depuis le 15 septembre 2011 et le record d'Afrique depuis le 7 juin 2015.
| Épreuve           | Performance | Lieu  | Date         | Statut           |
| ----------------- | ----------- | ----- | ------------ | ---------------- |
| Lancer du javelot | 92,72 m     | Pékin | 26 août 2015 | Record d'Afrique |

### Meilleures performances par année
| Année | Distance | Date              | Lieu       | Rang |
| ----- | -------- | ----------------- | ---------- | ---- |
| 2009  | 74,00 m  | 27 juin 2009      | Nairobi    | 166  |
| 2010  | 75,44 m  | 28 août 2010      | Nairobi    | 125  |
| 2011  | 78,34 m  | 15 septembre 2011 | Maputo     | 83   |
| 2012  | 81,81 m  | 8 août 2012       | Londres    | 39   |
| 2013  | 85,40 m  | 17 août 2013      | Moscou     | 7    |
| 2014  | 84,72 m  | 14 août 2014      | Marrakech  | 16   |
| 2015  | 92,72 m  | 26 août 2015      | Pékin      | 1    |
| 2016  | 88,24 m  | 20 août 2016      | Rio        | 5    |
| 2017  | 87,97 m  | 24 juin 2017      | Nairobi    | 10   |
| 2018  | 80,91 m  | 21 juin 2018      | Nairobi    | 38   |
| 2019  | 87,73 m  | 30 août 2019      | Rabat      | 7    |
| 2021  | 77,34 m  | 4 août 2021       | Tokyo      |      |
| 2022  | 85,70 m  | 7 août 2022       | Birmingham | 13   |
| 2023  | 81,84 m  | 24 juin 2023      | Nairobi    | 39   |
| 2024  | 87,72 m  | 8 août 2024       | Paris      | 7    |

### Progression
| Année | Distance | Date              | Lieu       | Compétition                             |
| ----- | -------- | ----------------- | ---------- | --------------------------------------- |
| 2011  | 78,34 m  | 15 septembre 2011 | Maputo     | Jeux africains                          |
| 2012  | 79,95 m  | 17 avril 2012     | Nairobi    | Tournoi de pré-qualification olympiques |
| 2012  | 81,12 m  | 12 juillet 2012   | Kuortane   | Finnish Elite Games Series              |
| 2012  | 81,81 m  | 8 août 2012       | Londres    | Jeux olympiques                         |
| 2013  | 82,09 m  | 13 juillet 2013   | Nairobi    | Championnats du Kenya                   |
| 2013  | 85,40 m  | 17 août 2013      | Moscou     | Championnats du monde                   |
| 2015  | 86,88 m  | 26 mai 2015       | Ostrava    | Golden Spike                            |
| 2015  | 87,71 m  | 4 juin 2015       | Rome       | Golden Gala                             |
| 2015  | 91,39 m  | 7 juin 2015       | Birmingham | Birmingham Grand Prix                   |
| 2015  | 92,72 m  | 26 août 2015      | Pékin      | Championnats du monde                   |